# Ufficio per gli affari di Taiwan
L'Ufficio per gli affari di Taiwan del Consiglio di Stato, noto anche con il nome inglese  Taiwan Affairs Office of the State Council  (cinese semplificato: 国务院台湾事务办公室; cinese tradizionale: 國務院台灣事務辦公室 o 國務院臺灣事務辦公室; pinyin: Guówùyuàn Táiwān Shìwù Bàngōngshì), a volte abbreviato in (cinese semplificato: 国台办|t=國台辦 o 國臺辦;
pinyin: guó tái bàn) è un'agenzia amministrativa che dipende dal Consiglio di Stato della Repubblica Popolare Cinese. È responsabile per la fissazione e l'attuazione delle linee guida e delle politiche relative a Taiwan, come elaborate dal Comitato centrale del Partito Comunista Cinese e dallo stesso Consiglio di Stato.
Secondo la disposizione e l'autorizzazione del Consiglio di Stato, l'ufficio cura i preparativi attinenti ai negoziati e agli accordi con quelle che la RPC chiama le "autorità di Taiwan" (cioè, il governo della Repubblica di Cina e le organizzazioni governative da esso autorizzate). L'agenzia amministra e coordina i collegamenti diretti nella posta, nei trasporti e nel commercio attraverso lo Stretto di Taiwan, cura l'attività dei mezzi di comunicazione e della pubblicità relativa a Taiwan, diffonde le notizie e le informazioni concernenti gli affari di Taiwan e gestisce i principali problemi legati a Taiwan.
L'Ufficio per gli affari di Taiwan è responsabile anche del coordinamento tra la pianificazione generale e le relazioni economiche e commerciali con Taiwan e degli scambi e della cooperazione in settori quali la finanza, la cultura, la ricerca scientifica, lo sport, la tecnologia, la salute e altri con i ministeri competenti. Gestisce anche gli scambi di personale, le osservazioni e i simposi tra le due parti e i lavori relativi alle conferenze internazionali riguardanti Taiwan.
I membri dell'Ufficio per gli Affari di Taiwan sono contemporaneamente membri dell'Ufficio speciale per Taiwan del Comitato centrale del Partito Comunista Cinese. Questo secondo titolo si usa quando si ha a che fare con i funzionari di Taiwan nei rapporti diretti tra partiti.